# Nükhet Hotar
Fatma Seniha Nükhet Hotar (* 25. Oktober 1961 in Malatya, Türkei) ist eine türkische Hochschullehrerin und Politikerin. Sie absolvierte ein Studium an der Fakultät für Wirtschafts- und Verwaltungswissenschaften der staatlichen Dokuz Eylül Üniversitesi in Izmir und wurde dort auch promoviert und habilitiert. Sie leitet die Abteilung für Arbeitsökonomie an der Fakultät für Wirtschaft der Universität.
Zudem ist sie seit dem Jahr 2002 Mitglied der Großen Nationalversammlung der Türkei und eine der Vizevorsitzenden der regierenden Adalet ve Kalkınma Partisi (AKP).